# اسپرج‌خون
اسپرج خون (سفیده‌خوان)، روستایی از توابع بخش مرکزی شهرستان تبریز در استان آذربایجان شرقی ایران است.این روستا ۲۲۱۳ نفر جمعیت دارد.

## درآمد
ارتزاق اهالی این روستا وابسته به دامداری،کشاورزی،قالیبافی،معادن سنگ(معروف به سنگ ایسپره خون)،نخ ریسی،لبنیات و... .ميباشد. 
تاریخی کهن و قابل توجهی را دارا میباشد از قبیل گورستانهای قدیمی داخل و خارج روستا اولین معدن سنگ روستا و بنا به شنیده ها حاکی از این است که قناتی از راه قدیمی روستا به طرف تبریز که منتهی به محله طالقانی می‌شود وجود داشته که منتهی الیه قنات بطرف محله قدیمی و بنام مقصودیه جاری میشد ولی از نظر مستندات چیزی در دسترس نمی‌باشد و لازم به‌ تحقیق و تفحص دارد. 
یکی از مشکلات این روستا هدایت آبهای سطحی به زمینهای کشاورزی مرغوب ميباشد که بدون آب بوده و دیمی میباشد.

### جمعیت
این روستا در دهستان مهران‌رود قرار دارد و براساس سرشماری مرکز آمار ایران در سال ۱۳۸۵، جمعیت آن ۲٬۲۱۳ نفر (۵۴۸ خانوار) بوده‌است.

## پتانسیل
آب و هوای سازگار اين منطقه بخصوص روستای اسپره خون تلاش مسؤلان مردم و در رأس عوامل جهادکشاورزی و محیط زیست و جنگلبانی را می‌طلبد جهت جنگل‌کاری اراضی بایر و ملی وگسترش فضای گردشگری و ایجاد درآمد مناسب و... .